# Il revient quand Bertrand ?
Il revient quand Bertrand ? (IRQB ?) est une web-série en seize épisodes de 20 minutes, créée par Hélène Lombard et Julien Sibony et diffusée par ARTE Creative sur Arte.tv et YouTube,, en 2016 pour sa première saison et en 2020 pour sa seconde.

## Synopsis

### Saison 1
Betrand, jeune parisien trentenaire, est viré de l'appartement de sa compagne, Magalie, qui décide de faire une pause après cinq ans de relation. Il emménage alors chez leur voisin, Gus, et découvre son hobby : espionner ses voisins par des caméras et des webcams piratés. Bertrand profite de cet équipement pour espionner Magalie. Il découvre qu'elle héberge pendant son absence un certain Henry. Il tente alors, par des mensonges sur les réseaux sociaux, de faire croire qu'il part faire le tour du monde.

### Saison 2
Bertrand et Magalie se sont séparés pour de bon et tentent chacun de retrouver l'amour de leur côté. Mais lorsque Bertrand retrouve une ex, Astrid, c'est trop pour Magalie. Avec l'aide de Gus, elle espionne à son tour Bertrand, pour s'assurer que sa nouvelle relation ne valait pas la leur.

## Distribution
Sauf indication contraire ou complémentaire, les informations mentionnées dans cette section proviennent du générique de fin de l'œuvre audiovisuelle présentée ici.

### Personnages principaux
- Bertrand Usclat : Bertrand Tassard
- Louise Coldefy : Magalie Pérol
- Vincent Debost : Gus

### Personnages secondaires de la saison 1
- Kevin Garnichat : Henry
- Rosa Bursztein : Morgane
- Zoé Schellenberg : Esther
- Élodie Frenck : femme vue à l'écran (non créditée)[6]

### Personnages secondaires de la saison 2
- Nacima Bekhtaoui : Astrid
- Johann Cuny : Ben BG
- Moustafa Benaïbout : Mouss
- Pauline Colon : fille aux loutres
- Thomas Vernant : Poloche
- Roman Francisco : Éric
- Céciles Fargues, Mayya Sanbar et Clea Petrolesi : dates

## Fiche technique
Sauf indication contraire ou complémentaire, les informations mentionnées dans cette section proviennent du générique de fin de l'œuvre audiovisuelle présentée ici.
- Titre : Il revient quand Bertrand ?
- Création : Hélène Lombard et Julien Sibony avec Guillaume Cremonese
- Réalisation : Guillaume Cremonese
- Scénario : Hélène Lombard et Julien Sibony
- Musique : Bertrand Soulier (saison 1), Stéphane Isidore (saison 2)
- Chef opérateur : Fabien Lamadie
- Ingénieur du son : Stéphane Isidore
- Montage : Cécile Nicouleaud
- Production : Laëtita Galouchko
- Sociétés de production : Arte France, LM Productions et Septième Films (saison 1), Arte France, Le toro par les cornes et Euromédia (saison 2)
- Genre : comédie[6]
- Pays d’origine :  France
- Langue originale : français
- Durée : 9-12 minutes (saison 1) ; 10-22 minutes (saison 2)
- Date de première diffusion : 15 novembre 2016[6]

## Liste des épisodes

### Saison 1
Tous les épisodes de la première saison sont sortis le 25 novembre 2016.
1. Le Break
2. Stalker
3. Sous les tropiques
4. Infiltration
5. Sexting
6. Invitée surprise
7. Tinder
8. FOMO
9. Remords
10. Les Aveux

### Saison 2
1. Ghosting, 10 mars 2020
2. Premier amour, 12 mars 2020
3. Sur écoute, 13 mars 2020
4. Soupçons, 14 mars 2020
5. Confrontations, 15 mars 2020
6. Retrouvailles, 16 mars 2020

## Accueil
L'accueil de la première saison est positif. La critique presse la voit « drôle » (GQ, Grazia), « bien rythmée », « fraîche » (Grazia, L'Obs) ou « touchante » (GQ). Les acteurs sont applaudis, décrits comme « réjouissants » par L'Obs, « malicieux » par Le Monde, des « talents » selon Grazia,,,. Pour QG, c'est particulièrement Bertrand Usclat qui est « excellent » dans son interprétation. Louise Pothier de L'Obs remarque aussi une « mise en scène minimaliste — l'intrigue ne se déroule que dans deux pièces — [et] des dialogues riches » qui permettent de rentrer très rapidement dans l'univers de la série.
Flora Eveno de la RTBF observe dans Il revient quand Bertrand ? une « critique assez fine de l'exposition accrue [...] sur les réseaux sociaux ». Les caméras par lesquelles Gus et Bertrand espionnent Magalie sont pour elle une métaphore de ce qu'elle nomme le « voyeurisme 3.0 » : l'observation par le web, grâce aux informations personnelles que  l'on dissémine, qui sont des fenêtres ouvertes au monde sur sa vie privée. Aussi, en passant d'une « simple comédie » à une « fable sur la visibilité moderne et l'exposition à l'ère numérique », la série joue avec le malaise à la façon de Black Mirror. Une comparaison également faite par Louise Pothier, pour qui cependant cette « technologie-qui-va-trop-loin est avant tout un prétexte pour rire d'une situation absurde ». Quel qu'en soit son but, cette réflexion est appréciée par le reste de la critique,.